# Естебан Обианг
Естебан Ороско Фернандес Обиянг Обоно (на английски: Esteban Orozco Fernández Obiang Obono) е футболист на Екваториална Гвинея, играещ като полузащитник и нападател за румънския Арджеш и националния отбор на Екваториална Гвинея. Участник в Купата на африканските нации 2023, където си вкарва автогол в групите срещу Гвинея Бисау за победата с 4:2.